# Vedette à tout prix
Pour plus de détails, voir Fiche technique et Distribution.
Vedette à tout prix (titre original : Kiss the Boys Goodbye) est un film américain en noir et blanc réalisé par Victor Schertzinger, sorti en 1941.

## Synopsis
Deux producteurs new-yorkais recherchent une authentique jeune femme du sud des États-Unis pour jouer dans leur spectacle, à Broadway. Contraints d'auditionner une femme qui a fait des manigances pour être auditionnée, ils acceptent de lui donner le rôle principal. Elle est bientôt licenciée, mais un des producteurs est tombé amoureux d'elle.

## Fiche technique
- Titre français : Vedette à tout prix
- Titre original : Kiss the Boys Goodbye
- Réalisation : Victor Schertzinger
- Scénario : Dwight Taylor, Harry Tugend, d'après la pièce du même nom de Clare Boothe Luce (1938)
- Photographie : Ted Tetzlaff
- Montage : Paul Weatherwax
- Musique : Victor Young
- Costumes : Edith Head
- Producteur : Paul Jones, William LeBaron
- Société de production : Paramount Pictures
- Société de distribution : Paramount Pictures
- Pays de production :  États-Unis
- Langue originale : anglais américain
- Format : noir et blanc — 35 mm — 1.37:1 — son : mono (Western Electric Mirrophonic Recording)
- Genre : comédie musicale
- Durée : 85 min
- Dates de sortie :
  - États-Unis : 1er août 1941
  - Belgique : 22 février 1946 (Bruxelles)

## Distribution
- Mary Martin : Cindy Lou Bethany
- Don Ameche : Lloyd Lloyd
- Oscar Levant : Dick Rayburn
- Virginia Dale : Gwen Abbott
- Raymond Walburn : Top Rumson
- Barbara Jo Allen : Myra Stanhope
- Minor Watson : l'oncle Jeff
- Elizabeth Patterson : la tante Lily Lou
- Jerome Cowan : Bert Fisher
- Connee Boswell : Polly
- Emory Parnell : le député